# Poruba
Poruba és un poble i municipi d'Eslovàquia que es troba a la regió de Trenčín. La primera menció escrita de la vila es remunta al 1339.

## Demografia
| Godina             | 1994 | 2004   | 2014   | 2024   |
| ------------------ | ---- | ------ | ------ | ------ |
| Nombre de persones | 1258 | 1287   | 1294   | 1372   |
| Diferència         |      | +2,30% | +0,54% | +6,02% |

| Godina             | 2023 | 2024   |
| ------------------ | ---- | ------ |
| Nombre de persones | 1363 | 1372   |
| Diferència         |      | +0,66% |